# イングランドの教育史
イングランドの教育史（イングランドのきょういくし）は、アングロ・サクソン人のイングランド移住あるいはローマ帝国の属州であるブリタンニアまでさかのぼることができる。中世には、徒弟制度が実際の仕事に就くための主な方法だった一方で、ラテン語の文法を教えるための学校が設立された。また、オックスフォード大学とケンブリッジ大学の2大学も設立された。エドワード6世の治世には、改良されたシステムとしてフリーグラマースクールが設立された。
19世紀では、世紀の終わり間近に自由義務教育が成立するまで、イングランド国教会がほとんどの学校の責任を持った。また、ユニヴァーシティ・カレッジ・ロンドンとキングス・カレッジ・ロンドンが設立され、この二つの大学はロンドン大学を形成した。ダラム大学も19世紀世紀はじめに設立され、この世紀の終わりには赤レンガ大学群（Red brick university）が設置された。
イギリス1944年教育法により、グラマースクール、Secondary modern school、Secondary Technical SchoolからなるTripartite System（三分制）が設立された。

## 近代初期
いわゆるパブリックスクールは、イングランドで長い歴史を持ち、そのうちいくつかは10世紀以前にできている。多くのパブリックスクールは、慈善事業として創立されたが、徐々に対価を請求するようになった。
イングランドテューダー朝のエドワード6世はグラマースクールを再編成したり新たに開設したりし、理論上すべての人に開かれ、対価を支払えない人たちにも無料で授業を行うfree grammer schoolというシステムを作り上げた。
1564年、徒弟制度を規定・保護する職人と徒弟の法（徒弟法、職人規制法、職人法とも）が定められ、最初の7年間は主人の徒弟として仕える以外には取引や作業を行うことが禁止された。（ただし実際には、自由人の子供たちは期間を短くするよう交渉できた。）
1662年の礼拝統一法のあと、国教会に反対している人たちは、イングランド国教会の規約に賛成することを望まなかった生徒たちに応えるための学院をつくった。そうした「反国教会学院」のいくつかはもっとも古いブリストル・バプテスト大学として今でも存在している。いくつかのオクスフォード大学（ハリス・マンチェスターや、マンスフィールド、リージェント・パーク）はこうした動きを引き継いだものにあたる。
1692年から、エリザベス救貧法のもと、技能を持つ徒弟たちを対象とした通常の制度とともに、小教区徒弟が貧窮する男女の非嫡出児および孤児を扶養する方法として使われるようになり、やや裕福な出自の少年たちが扶養される傾向にあった。こうした小教区徒弟は2名の治安判事の賛成により作られ、農場作業員や煉瓦工、家事召使いなどといった地位の低い仕事の徒弟を供給した。
遅くとも19世紀までは、すべての大学出身者と多くの教師は上級聖職であると見なされたり要求されたりしていた。女性教師はdame school（女学校）やCharity school（慈善学校）、非公式の村学校などでthe three Rs（3つのR。reading（読み方）、writing（書き方）、'rithmettic（計算））を教えることが通例だった。

## 18世紀
産業革命初期、起業家たちは徒弟制度の制限に対して異議を唱え、徒弟法立法時の1563年に存在しなかった取引には徒弟法を適用しない法的規則が成立したため、多くの新しい18世紀産業が除外された。
ロバート・レイクスは、父親から出版事業を継承して『グロスター・ジャーナル』の所有者となり、日曜学校運動を開始した。この運動はスラムにいる少年たちを対象とした学校からはじまった。レイクスは懲治院（当時の監獄のひとつ）に投獄された人々に関心を寄せ、矯正されるよりもよい問題の防止ができるのではと考えた。レイクスは、学校が最良の介入方法であると考えた。最良の実現可能な時間は、ほかの6日間は少年たちが工場で働いていることが多いため、日曜日だった。最良の実現可能な教師は平信徒たちであった。教科書には聖書が使われ、当初のカリキュラムでは最初に読み方を習得し次にカテキズムに進むことになっていた。
レイクスは、こうした学校を公表するために論文を使い、初期の費用の多くを負担した。運動は1780年7月にメレディス夫人の家ではじまった。通ったのは少年たちだけで、年小者に教える年長の少年たちの授業をメレディス夫人は聞いていた。のちに少女たちも通うようになった。2年の間に、グロスターやその周辺にいくつもの学校が開くようになった。レイクスは、1783年11月3日に論文で日曜学校についての報告を公表し、のちに1784年の『ジェントルマンズ・マガジン』や『アルミニアン・マガジン』にも記事が掲載された。
レイクスによって記された当初の学校スケジュールでは、「子供たちは朝10時過ぎに来て12時まで過ごしてから、いったん家に帰ってからもういちど来る。読み方の授業のあと、教会に案内される。教会のあと、5時までカテキズムを復唱してから、騒ぐことなく帰宅する指示のもと退去する」。
この運動に対して初期には論争があった。日曜学校はあざけて「レイクのぼろ学校」といわれた。批判の中には、安息日が奪われるために宗教教育の基礎となる家庭が弱体化する、キリスト教徒は安息日に働くべきではない、といったものが含まれていた。1790年代の「安息日遵守論争」の結果、多くの日曜学校で教育や執筆の活動が終了した。
この時代の多くの学校では、ラテン語やギリシア語の教育が中心となっており、文法の教育に注力されていた。多くの学校で、ほかのすべての科目は排除され、ラテン語とギリシア語が教えられていた。

## 19世紀
19世紀以前、学校はほとんどなかった。多くの学校は教会により教会のために存在しており、宗教教育の圧力がかけられていた。イングランド国教会は政府が世俗教育を行う初期の試みに反対し、教会学校は依然として政府の学校システムにとって不可欠なものであった。
1814年、契約書による強制的な徒弟制度は廃止された。1831年までに、イギリスの日曜学校は毎週、人口のおよそ25%にあたる1,250,000人の子供たちのために開催された。政府による公共の学校への投資に先立つこうした学校は、しばしば現在のイギリスの教育の先駆けとみなされている。
1820年、サミュエル・ウィルダースピンはスパイタルフィールドに最初の幼年学校を開いた。
1833年8月、イギリスの議会は貧しい子供たちのための学校を建築する費用の合計を決定し、イングランドとウェールズの政府が教育に関わるはじめての機会となった。なおスコットランドの教育ではこうしたプログラムは1561年から普遍的に行われていた。
1837年に行われたマーク・フィリップスが議長をつとめるマンチェスターの会合では、Lancashire Public Schools' Associationが創立されることとなった。この協会は、地方税によって非宗派の学校を創立することを目的としていた。
1837年、ホイッグ党の前大法官ヘンリー・ブルームは、公共教育の法案を提案した。
1839年政府は、学校の建築や維持は自発的単体に切り替えることを認め、十分な調査が条件となった。
1840年、グラマースクール法により、古典的な科目から科学や文学を含むようグラマースクールのカリキュラムが拡張された。
1870年まで、裕福な親たちは有料の学校へ子供たちを送り、ほかのものたちは利用可能な地域の教育を利用するようになっており、教育は私事であった。
有料のパブリックスクールでは、ラグビー校でトーマス・アーノルドによる重要な改良が行われた。

### 1870年フォスター法
ウィリアム・エドワード・フォスターのイングランド1870年小学校教育法は、既存の準備が不十分だった地域で初等（小学）教育を提供するために、州が一部の資金を提供する理事会学校を設置することを求めた。理事会学校は選挙で選ばれた教育委員会によって管理された。学校は有償のままだった。1833年に設立された以前の政府補助金制度は、1870年12月31日に終了した。

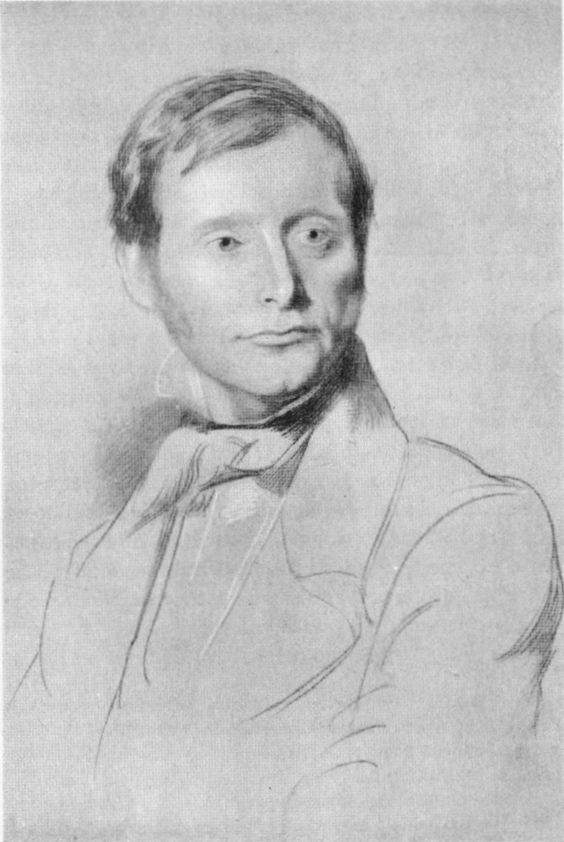
ウィリアム・エドワード・フォスター

19世紀後半には、学校の出席義務は、イギリスの学校教育システムのマイルストーンであるイングランド1870年小学校教育法が導入されたのにともない、地域の選択肢の問題ではなくなった。子どもたちは、農業地域では早くに終えるなどといった地域の裁量はあったが、5歳から10歳までの間は出席しなければならなかった。
フォスターによって起草されたためにフォスター教育法として知られている（イングランドとウェールズへ適用された）イングランド1870年小学校教育法の導入は、当初は出席の義務を意図したものではなく10歳までの子供に対する教育の用意を求めただけであったが、13歳未満の子供に対する義務教育の概念を作り出した。教育が問題とされた地域では、選挙で選ばれた教育委員会を設置することができた。教育委員会には裁量で、登校を求め、登校しなかった子どもの両親を罰する地域の条例を議会の承認を得て作成できた。1880年の法律でイングランドとウェールズで強制されるようになったとき、病気の場合や、学校から一定の距離（通常は1マイル）以上離れて住んでいる場合、必要な基準（委員会によって異なる）に達したことが認められた場合には免除された。

### 義務教育の導入
1880年小学校教育法は、5 - 10歳の義務教育を意図していた。貧しい家庭では、追加的な収入を稼ぐ機会が得られる仕事に送る傾向が強かったため、子どもたちの登校を保証するのは難しいことがわかった。登校の役員は学校に登校しない子供たちの家を訪れたものの、効果のないことが立証されることも多かった。雇用された13歳未満の子供には、教育基準に達したことを証明する証明書が必要だった。これを提示できないそうした子どもの雇用者は処罰された。「1893年小学校教育（就学）法」という名称で呼ばれてる法律が施行されると13歳を過ぎた子どもに強制されるようになり、最低年齢は11歳にまで上昇した。同年末には、これまで公式教育の手段を持たなかった盲人および聾者の子どもにもこの法律が適用された。この法はのちの1899年、12歳までで卒業する学校を建てるために改正された。
1891年無償教育法は、週10シリングまでの学校教育費の州費支払いを規定した。
1893年イングランド初等教育（登校）法は、学校を卒業する年齢を11歳にし、のちに13歳とした。同じ年の小学校教育（視覚障害者と聴覚障害者の児童）法は、視覚障害者および聴覚障害者の子どもに対する義務教育を拡大し、特殊教育学校の準備となった。
1897年任意寄付制学校法により、教育委員会から資金提供を受けていないパブリックの小学校（一般的には教会学校）に助成金が交付された。
ビクトリア時代末期にはグラマースクールが再編され、カリキュラムが近代化されたものの、ラテン語はまだ教えられていた。

### 技術学校への資金供給
1889年、「技術院法」が成立した。D.エバンスによると、「郡庁と都市衛生当局に、技術手法指導を支援するためにペニー税を課す権限を与えた。技術機関のカリキュラムも科学芸術部の認可を受けなければならなかった。翌年、地方税法では『ウイスキー税』が導入され、技術指導に利用できるお金さらに増えた。」

## 20世紀前半
1900年4月からは、10歳から15歳までの教育を提供するHigher Elementary Schoolが認められた。

### 1902年のバルフォア法
バルフォア法とも呼ばれる1902年の教育法は、保守党 (イギリス) によって制定され、イングランドとウェールズに適用された。この法律は、主にイングランド国教会とローマカトリック教会が所有する有志の小学校における宗教指導のための資金を提供した。その結果、納税者によって資金提供されたすべての地元の学校を含めて一元化されたシステムは、選出された教育委員会のもとで現在でも続いている。彼らは、全国的に資金を提供され、イングランド教会とカトリック教会によって運営され、約3分の1の生徒を教育していた14,000の有志学校と一緒になった。それまでの教育委員会は閉鎖され、地方教育機関に移行した。新しい法律は、1903年にロンドンに適用されるように拡張された。
G.R.Searleはほぼすべての歴史家と同様に、この法は短期的には、メソジスト、バプテスト、その他の非国教徒を怒らせる、保守党にとっての政治的災害であったと主張する。彼らが拒否した宗教に補助金を出したからである。しかし、Searleはそれが長期的な成功であると主張する。イングランドとウェールズの教育システム全体の標準化と水準向上をもたらし、1914年までに女子校349を含む1000以上の中等学校が開設されるなど、中等学校の急速な成長をもたらした。教会学校はこの時点で、地元の納税者からの融資を受け、統一基準を満たさなければなりなくなった。結局のところ、英国の学校は国有化された。グラマースクールも、地方教育当局によって資金提供された。この法は、宗派別の学校を含むすべての学校に税金（地方税）を通じて資金を提供することを可能にし、女性、非従業員、労働組合の男性を引き付けた地方選出の教育委員会の役割を終了させた。自由党は1906年にこうした教育問題に力を入れたが、教育法廃止の試みは、合憲闘争の主な舞台となった下院によって阻止された。

### 1918年のフィッシャー法
1918年には、ハーバート・フィッシャーによって考案され、「フィッシャー法」としても知られる教育法が制定された。
フィッシャーによる教育法（1918年）は14歳まで義務化され、中等学校の責任を国家に与えた。この法律に基づき、多くの高等学校と寄付されていたグラマースクールは、国費のセントラルスクールまたは中等学校になった。しかし、多くの子どもたちは14歳まで、中等教育のための別の学校に行くのではなく、初等学校（小学校）に通った。
この法は、5年から14年の義務教育を実施し、14歳から18歳のすべての義務教育を規定した。参加年齢を18歳に引き上げることで高等教育の拡大計画もあったものの、第一次世界大戦後の公的支出の削減のために破棄された。この法は、若者が18歳まで教育を継続するための最初の計画であった。1918年法は、直ちに実施されず、1921年に施行された。
1929年の地方行政法が成立した後、Poor Law schoolは国費の小学校になった。

### スペンズとノーウッドの報告
ケンブリッジ大学の前副学長であるウィル・スペンズが委員長を務める委員会の1938年の報告書は、グラマースクールや技能学校への入学は知能テストをもとに決めるよう勧告した。これに続いて1943年のノーウッド報告は中等教育の「三者」分科を提唱し、1944年の教育法で実現した。

## 1944年のバトラー法
1944年の教育法は、戦争がもたらした社会的かつ教育的な要求の高まりや社会改革の要求の広がりに対する答えであった。1944年の教育法は、イングランドとウェールズに適用されたが、保守党のラブ・バトラーによって法案が作成され、「バトラー法」として知られているものであり、初等教育と中等教育の境目を11歳だと規定した。
バトラー法は、教会と国家の間の歴史的な妥協でもあった。3つの新しい学校種が作られた。いわゆる「3種別制度」（Tripartite System）である。まずはじめに、「自主運営学校」（Voluntary Controlled schools）であり、国家がその費用を負担し、地元の教育当局によって運営された。この学校は、土地の不動産譲渡証書を保持していたが、同意を得た宗教教育の時間割で教えていた。これらの学校はイングランド国教会系の学校に好まれた。半分以上の彼らの学校がこの地位を選び、すぐに効果的に国家システムに組み込まれた。2つめは、「自主援助学校」（Voluntary Aided schools）であり、入学選考方針から職員の体制、教育課程までにわたりより強い影響を保持しており、ローマ・カトリック教会系やいくつかのイングランド国教会の学校に好まれた。国家が全ての運営費用を負担したが、資本費用については、50%しか国家から資金提供がされなかった。（その後、1959年教育法により75%に拡充され、現在は90%になっている。）3つめは、「直接補助学校」（Direct Grant Schools）であった。これは、町の文法学校が多くを占め、北イングランドに広く置かれていた、元々は独立学校だったものである。一部の生徒から授業料を引き続き徴収しつつ、多くの生徒に対し無償教育を提供することと引き換えに、国家からの補助を受け入れた学校である。国家は、ほとんど時間割や入学選考方針を管理しなかった。この学校は、土地の譲渡証明書を持っていた。
パブリックスクールの選抜制度は、実際上変わらなかった。バトラーは、1944年7月にフレミング報告書を作成することになる委員会を組織し、パブリックスクールでは、国費による奨学金を利用できるようにすることを奨励したが、それは、実行されなかった。
バトラー法により、卒業年齢は、15歳に引き上げられた。1970年代初頭まで実現しなかったが、早期に16歳に引き上げることも謳っていた。（下記参照）同法は、全ての18歳までの若者に定時制の義務教育を提供することを提案したが、これは、1918年のフィーシャー法と同様に、戦後の歳出が過度の負担とならないよう、見送られた。
政府の教育に対する取組の変化は、思春期が最高潮に達している時期であり、真に教育の価値を理解し、評価する歳であるので、14歳が教育から離れる適切な時期だとは最早みなさないことを意味していた。教育から雇用に突然切り替えるには最もまずい歳であり、1年の修学期間の追加は子供が卒業する際に専ら利益になると見られ始めていた。これらの子供の労働力が減る影響への懸念はあったが、より質の高い熟練した労働者が増えるという成果は、非熟練労働者を失うことによる問題の不利を除いてくれると期待されていた。
1944年教育法は、労働党政権下の1947年に施行された。文法学校、中等近代学校（secondary modern schools）及び中等技術学校（secondary technical schools）から成る「3種別制度」を採用され、労働党内の何人かがより平等なものだと支持した総合学校の提案については拒絶した。3種別制度の下で、試験を通過した生徒は、一流の文法学校に通うことができた。一方、選抜試験を通過しなかった生徒は、中等近代学校又は中等技術学校に通った。
この新しい法律は幅広い支持を得た。宗教と社会階級制を尊重することで保守党が、労働者階級に新しい機会をもたらすことで労働党が、そして支払わなければならなかった授業料を廃止したことで一般大衆がそれぞれこの法律を支持した。これら3つの主要な3階層に支持され、戦後の一致した意見の恒久的な一部になった。
しかし、学問的に才能のある子供たちの文法学校への選抜は、段々と議論を呼ぶようになった。左派の批判者は、入学するために11歳で試験を通過しなければなかったために、文法学校をエリート主義だと攻撃した。擁護者は、文法学校が家庭の収入ではなく、本人の力によって生徒が良い教育を受けられるようにするものだと主張した。変更はなされなかった。ロンドン郡評議会の管轄地域をはじめとするいくつかの地域では、総合学校が導入された。その学校には、入学試験はなく、通学地域に住む全ての子供たちに開かれていた。しかしながら、中等学校における「多国間主義」への不確かな支持と中等近代学校の水準を私立の教育機関の水準に引き上げる願望にもかかわらず、エレン・ウィルキンソン教育相以降、労働党の国会議員の多くは、1944年教育法の執行により関心を持っていた。中等技術学校は未発達のままだったが、ウィルキンソン教育相の後任のジョージ・トムリンソンはこれをやり通した。

## 通達10/65と総合教育
1965年、労働党政府は、全ての地方教育当局に対し、11歳での選抜を廃止し、3種別制度を総合学校に置き換える計画を準備することを命じた。これは、トニー・クロスランド教育相が通達10/65と選抜試験を維持しようとする如何なる学校への資金提供の差止めによって、行った。この通達は、文法学校の陳情団体によって激しく反対された。いくつかの郡は、その実施を引き延ばし、3種別制度を若干の試験地域以外の全ての地域で維持した。これらの当局は、局地的に、選抜試験を実施した。
その通達は、部分的に国から資金提供された文法学校の総合システムへの参加について、地方教育当局と当該学校で協議することも求めたが、そうした動きはほとんど起こらなかった。ダーヴィド・ドンニソンが委員長を務めたパブリックスクール委員会の1970年の報告書は、各学校は、自主援助総合学校（voluntary aided comprehensives）、完全独立学校のいずれかになることを奨励しました。これは、最終的には、1975年の直接補助文法学校（補助の中断）規則（the Direct Grant Grammar Schools (Cessation of Grant) Regulations）によって実施された。ほぼ全てのカトリック系の学校を含むいくつかの学校が完全に国から資金提供される学校となった一方、大多数の学校は、独立した授業料がかかる学校となった。
1973年、教育（職業体験）法の導入により、地方教育当局は、追加された最後の1年に生徒に職業体験を行わせることが認められた。
イングランド内のいくつかの郡では、これらの変化は、1968年の中等学校（Middle schools）の導入にもつながった。中等学校では、生徒は、1年間、小学校又は中学校に余分に在籍させられた。これは、この変更期間を通じて、これらの地域において中等教育学校の生徒数は実質的に一定だということを意味した。2007年現在、イングランド全体で400校弱未満の中等学校が、22の地方教育当局の管轄下に設置されている。

### 修学期間の延長
1964年、学校を卒業する年齢を16歳に引き上げる準備が開始され、1973年9月1日から施行された。これは修学期間を1年間延長し、法定の卒業年齢を15歳から16歳に引き上げることだった。法律により、生徒たちが1年間追加された教育内容を修了しなければならなかったので、1973年には、15歳で卒業した生徒は全くいなかった。
多くの中等教育学校は、新しい5年生の生徒を収容することができなかった。この問題の解決策は、収容能力を拡張する必要がある学校について、新しい建物を建設するということだった。これらの建物は、しばしば「ROSLA建築」（ROSLA Buildings）、「ROSLAブロック」（ROSLA Blocks）と言われた。ROSLAては、Raising of school leaving age（卒業年齢の引上げ）の略である。これは、新しいROSLAの生徒を扱うための場を提供した。ROSLA建築は、自己組立用の素材一式として学校に送られ、長期間建っていることを期待されていなかったが、いくつかの建物は当初計画された期間よりかなり長く使われることとなり、2010年代に入っても使われていた。

### Primary schools
The 1967 Plowden Report advocated a more child-centred approach to primary education, and also supported the introduction of middle schools. While many of the report's recommendations were never implemented, primary schools began to move away from rote learning in the late 1960s and 1970s

## 1979年から1997年までの保守党政権下における教育
英国1979年総選挙では保守党のマーガレット・サッチャーが政権を獲得し、以下の制度改定が行われた。
翻訳予定
1986年には職業教育活性化を目的として、全国職業資格(National Vocational Qualification, NVQs)制度が導入された。しかし1990年になるまで、徒弟制度は未だ全ての雇用人口の1/3 - 2/3の割合を占めていた。

### 1988年教育改革法
翻訳予定
- .[19]

### 徒弟制度の改定
翻訳予定

### 1996年教育法
翻訳予定

## 1997年以降
英国1997年総選挙では、労働党は「Education, Education, Education」と連呼し、教育をスローガンに掲げ政権を獲得した。しかし「ニューレイバー」（新しい労働党）の行う政策は、保守党の行った政策改定を継承する路線であった。

## 21世紀
2006年11月に、非熟練労働者の仕事の減少と現代の雇用に合うように若者に備えさせる必要性を指摘し、イングランドの教育相のアラン・ジョンソンにイングランドとウェールズの学卒年齢を18歳に延長する方策を探求するよう提案する報告書が公表された。この提案は、2013年から施行されることが期待されている。
2007年1月、アラン・ジョンソン教育相は、2013年までにイングランドにおける学卒年齢を18歳に延長する計画を発表した。これは、義務教育修了年齢を16歳に引き上げられた1972年以来の引上げになる。この変更は、徒弟制度のような訓練や専ら学問的な学修を継続するというより労働に基礎をおいた雇用を含んでいる。